# HSL Zuid
HSL Zuid – linia kolejowa dużych prędkości o długości 125 km w Holandii, prowadząca z Schiphol pod Amsterdamem do granicy belgijskiej. Jej kontynuację stanowi belgijska linia HSL 4 prowadząca do Antwerpii. Pierwotnie zaplanowano oddanie jej do eksploatacji w 2007, jednak działalność rozpoczęła dopiero 7 września 2009, po uroczystym otwarciu 6 września.